# John J. Whitacre

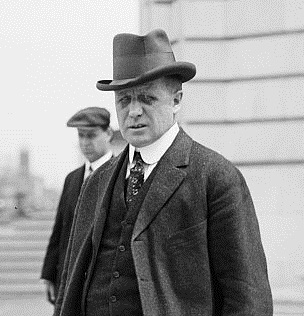
John J. Whitacre (1913)

John Jefferson Whitacre (* 28. Dezember 1860 in Decatur, Burt County, Nebraska; † 2. Dezember 1938 in Miami, Florida) war ein US-amerikanischer Politiker der Demokratischen Partei. Vom 4. März 1911 bis zum 3. März 1915 war er Mitglied des Repräsentantenhauses der Vereinigten Staaten für den 18. Kongressdistrikt des Bundesstaates Ohio.

## Biografie
Whitacre wurde in Decatur geboren. Dort besuchte er die Schule. Später studierte er an der University of Michigan. Er war als Unternehmer fortan tätig. 1912 war er Delegierter bei der Democratic National Convention. Zum ersten Mal kandidierte er 1908 um einen Sitz im US-Repräsentantenhaus. 
1910 war seine Kandidatur dann erfolgreich. Er vertrat dort fortan den 18. Distrikt von Ohio. 1915 schied er aus dem Kongress aus. Fortan war er wieder als Unternehmer tätig.
Er starb 1938 in Miami, wo er seine letzten Lebensjahre verbrachte. Er wurde auf dem Magnolia Cemetery in Magnolia beigesetzt.